# Quadro de Leitura

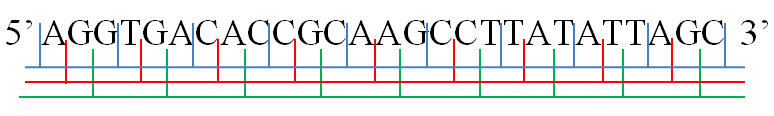
Três possíveis quadros de leitura na direção 5'→3'

Na biologia molecular, um quadro de leitura (em inglês reading frame) é uma forma de dividir a sequência de nucleotídeos de uma molécula de ácido nucleico (DNA ou RNA) em um conjunto de trímeros consecutivos e não sobrepostos.
Uma cadeia de uma molécula de ácido nucleico tem uma extremidade fosforil, chamada de extremidade 5', e uma hidroxila, ou extremidade 3'; estes definem a direção 5'→3. Existem três quadros de leitura que podem ser lidos nessa direção 5'→3', cada um começando de um nucleotídeo diferente em um trio. Em um ácido nucleico de fita dupla, três quadros de leitura adicionais podem ser lidos da outra fita complementar na direção 5'→3' ao longo dessa fita. Como as duas fitas de uma molécula de ácido nucleico de fita dupla são antiparalelas, a direção 5'→3' na segunda fita corresponde à direção 3'→5' ao longo da primeira fita.

## O código genético
Os genes, fatores codificados nos ácidos nucleicos, podem estar diretamente relacionados com a síntese de polipeptídeos (proteínas). Cada um dos polipeptídeos possivelmente formados, a partir dos respectivos processos de transcrição e tradução, é composto por uma sequência específica de aminoácidos, determinados pelo RNA mensageiro maduro, moldado a partir de um DNA preexistente. Esse tipo de RNA é formado por quatro tipos de bases nitrogenadas (A, U, C e G) que podem ser codificadas em até 20 tipos de aminoácidos a partir de diferentes agrupamentos em três, formando uma linguagem em código; dessa forma, é possível inferir que cada código de trinca, ou códon, corresponde a um aminoácido diferente.

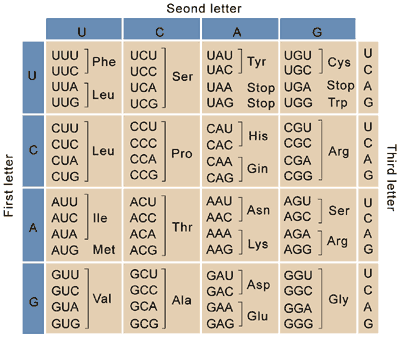
Diferentes códons, com seus respectivos trímeros e aminoácidos

Ao final do processo de transcrição, o RNA mensageiro (RNAm), onde se encontram os códons (determinantes da sequência de aminoácidos das proteínas), está pronto para ser liberado no citoplasma. Essa fita simples se liga à porção menor de um ribossomo, composto de proteínas e RNAs ribossômicos (RNAr); durante essa ligação, um RNA transportador (RNAt), que possui em uma extremidade um aminoácido que estará correspondendo à trinca de bases nitrogenadas, chamadas de anticódons, em outra sua outra extremidade, entra no ribossomo para dar início ao processo de tradução no sítio ativo P da sua porção maior. Os anticódons conseguem reconhecer seus códons correspondentes e complementares, por exemplo: um AAC reconhecerá um UUG, para se ligar a ele.
No entanto, o início de tais ligações não acontece em qualquer região ou em qualquer códon correspondente. As moléculas de RNAm apresentam um códon de iniciação (AUG) que corresponderá à formação do aminoácido metionina e, após diversos códons (que determinam a sequência de aminoácidos da proteína) haverá um códon de terminação, que pode ser UAG, UAA ou UGA. Assim, todo o processo de transcrição se inicia com a chegada de uma RNAt de metionina, que percorre a molécula de RNAm em busca do códon de iniciação para a união das porções ribossomais. O processo de tradução se repetirá até se passar algum dos códons de terminação.
Após isso, uma proteína, conhecida como fator de liberação, se encaixa no sítio A, sobre o códon terminal e cessa a síntese proteica. Vale relembrar que éxons são sequências de bases transcritas e traduzidas, enquanto os íntrons são sequências transcritas e não traduzidas. Assim, as partes traduzidas do gene é que correspondem à informação genética que realmente codifica a sequência de aminoácidos da proteína.

## Múltiplos quadros de leitura
O uso de múltiplos quadros de leitura leva à possibilidade de sobreposição de genes (um código sobreposto ocorre quando um único nucleotídeo é incluído em mais de um códon, porém cada nucleotídeo é parte de um único códon), que podem ocorrer em genomas virais, procariotos e mitocondriais. Alguns vírus, por exemplo, vírus da hepatite B e BYDV, usam vários genes sobrepostos em diferentes quadros de leitura, mas os códons do mesmo gene não se sobrepõem.
Em casos raros, um ribossomo pode mudar de um quadro para outro durante a tradução de um RNAm (frameshift traducional). Isso faz com que a primeira parte do RNAm seja traduzida em um quadro de leitura, e a última parte seja traduzida em um quadro de leitura diferente. Isso difere de uma mutação frameshift, pois a sequência de nucleotídeos não é alterada — apenas o quadro em que é lida.
Na mutação frameshift, há a eliminação ou inserção de uma ou poucas bases. Caso o número de bases afetadas não seja múltiplo de três (número de códons), ambas a sequência de nucleotídeos e o quadro de leitura são alterados; a partir do ponto da mutação, uma nova sequência de códons é gerada, codificando aminoácidos incorretos, o que levará a uma proteína não funcional. Se o número de pares de bases alterados for um múltiplo de três, por sua vez, não ocorrerão mudanças na matriz de leitura e haverá uma simples inserção ou eliminação de aminoácidos correspondentes no produto gênico normalmente traduzido.

## Open Reading Frame

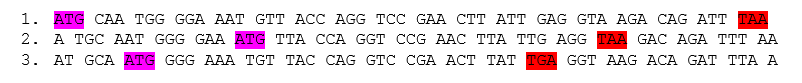
Três possíveis quadros de leitura aberta, com os códons de início em rosa e os códons de parada em vermelho

Um quadro de leitura aberta (em inglês open reading frame, ou ORF) é um quadro de leitura com o potencial de ser transcrito em RNA e traduzido em proteína, geralmente com um comprimento que é um múltiplo de 3 nucleotídeos, e não sendo interrompido por um códon de parada na mesma região. Em relação ao início dos ORFs, existem duas definições: a sequência iniciando em um códon de início e terminando em um códon de parada, ou a sequência entre dois códons de parada.
Para identificar possíveis ORF, softwares realizam a varredura da sequência do DNA nos dois filamentos, em cada uma das três possíveis matrizes de leitura, levando assim à seis matrizes de leitura possíveis no total.
Outra forma de identificar ORF e éxons (sequências de bases transcritas e traduzidas) é por meio da análise da expressão de RNAm, que pode ser realizada de dois modos: envolvendo a síntese de ORFs de moléculas de DNA complementares a sequências de RNAm, denominadas cDNA, que são clonadas e amplificadas em um vetor, ou sequenciadas direto de moléculas de cDNA curtas, não envolvendo a etapa de clonagem (denominado sequenciamento de RNA, ou RNA-seq). Em ambos os métodos utilizados, as sequências de DNA complementares são importantes, uma vez que são a evidência direta de que um determinado segmento do genoma é expresso, podendo codificar um gene.
O alinhamento dos cDNA, com a sequência de genes a qual ele corresponde, delineia claramente os éxons e, portanto, os íntrons (sequências de bases apenas transcritas) são revelados como as regiões que se situam entre os éxons. Na sequência de cDNA, o ORF é contínuo desde o códon de inicial até o final e por isso podem auxiliar na identificação da matriz de leitura correta.
Além dessas sequências completas, há grandes conjuntos de dados de cDNA em relação aos quais apenas as extremidades 5′ ou 3′, ou ambas foram sequenciadas, chamadas de Marcador de Sequências Expressas (EST), que podem ser alinhadas com o DNA genômico e, assim, ser utilizadas para determinar os limites do transcrito.

### Uso prático
Os ORFs são usados na previsão de genes, para identificar regiões codificadoras de proteínas ou regiões codificadoras de RNA em uma sequência de DNA. No entanto, sua presença não significa que a região é sempre traduzida. Também é possível realizar um alinhamento de duas (alinhamento pareado) ou mais (alinhamento múltiplo) sequências, com a finalidade de verificar semelhanças (se forem parecidas, é possível observar se elas são homólogas, têm funções similares ou a mesma estrutura).
Essas operações são feitas a partir de softwares, como: ORF Finder é uma ferramenta de análise que encontra todos os quadros de leitura abertos em uma sequência inserida pelo usuário ou uma sequência já existente no banco de dados; ORF Investigator é um programa que não só fornece informações sobre as sequências codificadoras e não codificantes, mas também pode realizar o alinhamento global pareado de diferentes sequências de genes de DNA; Orfipy é uma ferramenta escrita em Python/Cython para extrair ORFs de forma extremamente rápida e flexível.